# Paulo Oppliger
Paulo Augusto Oppliger Hambuger (Santiago del Cile, 16 novembre 1971) è un ex sciatore alpino cileno.

## Biografia
Sciatore polivalente, Oppliger debuttò in campo internazionale in occasione dei XV Giochi olimpici invernali di Calgary 1988, dove si classificò 37º nel supergigante, 44º nello slalom gigante e non completò lo slalom speciale e la combinata; nello stesso anno partecipò ai Mondiali juniores di Madonna di Campiglio 1988, mentre l'anno dopo nella rassegna iridata giovanile di Alyeska 1989 vinse la medaglia di bronzo nella discesa libera. Ottenne il primo piazzamento in Coppa del Mondo il 25 gennaio 1991 a Wengen in discesa libera (29º); l'anno dopo ai XVI Giochi olimpici invernali di Albertville 1992, sua ultima presenza olimpica, dopo esser stato portabandiera del Cile durante la cerimonia di apertura si classificò 35º nella discesa libera, 32º nel supergigante e non completò la combinata. Ai Mondiali di Morioka 1993 fu 22º nella discesa libera (suo unico piazzamento iridato) e ottenne il miglior piazzamento in Coppa del Mondo il 26 marzo dello stesso anno a Åre in supergigante (20º). Prese per l'ultima volta il via in Coppa del Mondo il 20 gennaio 1995 a Wengen in discesa libera (60º) e da allora prese parte solo saltuariamente a gare agonistiche: l'ultima fu lo slalom gigante di South American Cup disputato a Cerro Catedral il 9 agosto 2003, chiuso da Oppliger al 13º posto.

## Palmarès

### Mondiali juniores
- 1 medaglia:
  - 1 bronzo (discesa libera ad Alyeska 1989)

### Coppa del Mondo
- Miglior piazzamento in classifica generale: 152º nel 1992